# Halanonchus zosterae
Halanonchus zosterae är en rundmaskart som först beskrevs av Allgen 1933.  Halanonchus zosterae ingår i släktet Halanonchus och familjen Trefusiidae. Inga underarter finns listade i Catalogue of Life.